# جنگ‌های باستانی
جنگ‌های باستانی (انگلیسی: Ancient warfare) جنگی است که از آغاز تاریخ ثبت شده تا پایان دوره باستان انجام می‌شده است. تفاوت بین جنگ‌های ماقبل تاریخ و باستان بیشتر به سازماندهی مربوط می‌شود تا فناوری. توسعه اولین دولت-شهرها و سپس امپراتوری‌ها، به جنگ اجازه داد تا به‌طور چشمگیری تغییر کند. با شروع در بین‌النهرین، دولت‌ها مازاد کشاورزی کافی تولید کردند. این امر به نخبگان حاکم تمام‌وقت و فرماندهان نظامی اجازه ظهور داد. در حالی که بخش عمده‌ای از نیروهای نظامی هنوز کشاورز بودند، جامعه می‌توانست هر سال بخشی از آن را به خود اختصاص دهد؛ بنابراین، ارتش‌های سازمان‌یافته برای اولین بار توسعه یافتند. این ارتش‌های جدید توانستند به دولت‌ها کمک کنند تا از نظر اندازه، بزرگ شوند و به‌طور فزاینده‌ای متمرکز گردند.
در اروپا و خاور نزدیک، پایان دوران باستان اغلب با سقوط امپراتوری روم غربی در سال ۴۷۶ میلادی، جنگ‌های امپراتوری روم شرقی در مرزهای جنوب غربی آسیا و شمال آفریقا و آغاز فتوحات مسلمانان در قرن هفتم میلادی برابر است. در چین، می‌توان آن را به عنوان پایان نقش رو به رشد جنگجویان سواره‌نظام که برای مقابله با تهدید رو به رشد از شمال در قرن پنجم و آغاز سلسله تانگ در سال ۶۱۸ میلادی مورد نیاز بود، نیز در نظر گرفت. در هند، دوره باستان با زوال امپراتوری گوپتا (قرن ششم) و آغاز فتوحات مسلمانان در آنجا از قرن هشتم به پایان می‌رسد. در ژاپن، دوره باستان با ظهور فئودالیسم در دوره کاماکورا در قرن‌های ۱۲–۱۳ به پایان می‌رسد.
ارتش‌های اولیه باستان عمدتاً از تیر و کمان استفاده می‌کردند، همان سلاح‌هایی که در دوران ماقبل تاریخ برای شکار توسعه یافته بودند. یافته‌های موجود در محل ناتاروک در تورکانا، کنیا، به عنوان شواهدی از درگیری و جنگ بین گروهی در دوران باستان تفسیر شده‌اند، اما این تفسیر به چالش کشیده شده است. ارتش‌های اولیه در مصر و چین از الگوی مشابهی در استفاده از پیاده‌نظام انبوه مسلح به کمان و نیزه پیروی می‌کردند. پیاده‌نظام در این زمان، شکل غالب جنگ بود، تا حدودی به این دلیل که زین شتر و رکاب هنوز اختراع نشده بودند. پیاده‌نظام‌ها در این زمان به دو دستهٔ دوربرد و ضربتی تقسیم می‌شدند، پیاده‌نظام ضربتی یا برای نفوذ به خط دشمن حمله می‌کرد یا خود را حفظ می‌کرد. این نیروها در حالت ایده‌آل با هم ترکیب می‌شدند و در نتیجه حریف را با یک دوراهی مواجه می‌کردند: نیروها را گروه‌بندی کرده و آنها را در برابر نیروهای دوربرد آسیب‌پذیر رها می‌کرد، یا آنها را پخش کرده و در برابر ضربه آسیب‌پذیر می‌کرد. این تعادل در نهایت تغییر کرد زیرا فناوری به ارابه‌ها، سواره‌نظام و توپخانه اجازه داد تا نقش فعالی در میدان ایفا کنند.
هیچ مرز مشخصی بین جنگ باستانی و قرون وسطایی نمی‌توان ترسیم کرد. ویژگی‌های بارز جنگ قرون وسطایی، به ویژه سواره‌نظام سنگین و موتورهای محاصره مانند منجنیق، برای اولین بار در اواخر دوران باستان معرفی شدند. تقسیم‌بندی اصلی در دوره باستان، در آغاز عصر آهن با معرفی سواره‌نظام (که منجر به زوال جنگ ارابه‌ای شد)، جنگ دریایی (مردمان دریا) و توسعه صنعتی مبتنی بر متالورژی آهنی است که امکان تولید انبوه سلاح‌های فلزی و در نتیجه تجهیزات ارتش‌های بزرگ دائمی را فراهم کرد. اولین قدرت نظامی که از این نوآوری‌ها بهره‌مند شد، امپراتوری آشوری نو بود که به میزانی بی‌سابقه از کنترل متمرکز دست یافت و اولین «قدرت بزرگ جهانی» بود که بر کل هلال حاصلخیز (بین‌النهرین، شام و مصر) کنترل پیدا کرد.